# Google Images
Google Imatges és una especialització del cercador principal, Google Search, per imatges. El seu mecanisme de recuperació consisteix en una consulta amb text i una funció d'ordenament segons la retroalimentació aportada pels usuaris al clicar els resultats (és a dir les imatges recuperades) i a partir d'aquestes imatges associar-les a la consulta textual i recuperar en la següent iteració calculant la distància entre la imatge seleccionada per l'usuari i les imatges contingudes en la base de dades. Permet filtrar resultats per mida, formats (JPG, GIF i PNG), per coloració (blanc i negre, escala de grisos i color), per color (vermell, taronja, groc, verda, verd blavós, blau, porpra, rosa, blanc, gris, negre i marró) i per acabar, per imatges similars.

## Inicis i expansió (2001–2011)
L'any 2000, els resultats de la cerca de Google a simples pàgines de text amb enllaços. Els desenvolupadors de Google van treballar per desenvolupar-los més a fons, i es van adonar que era necessària una eina de cerca d'imatges per respondre a "la consulta de cerca més popular" que havien vist fins fins al moment: Jennifer Lopez amb el seu exòtic vestit Versace verd. Com a resultat d'això, es va llançar Google Image Search. Al 2001, el sistema ja havia indexat 250 milions d'imatges. Aquest nombre acabaria augmentant fins a mil milions d'imatges el 2005 i 10 mil milions el 2010.
A principis del 2007 Google va implementar una interfície actualitzada per a la cerca d'imatges, on s'ocultava informació sobre la imatge, com ara la seva resolució i l'URL, fins que l'usuari movia el ratolí sobre la miniatura. Aquest desenvolupament es va discontinuar al cap de poques setmanes.
El 27 d'octubre del 2009 es va afegir una nova funcionalitat a Google Images que permetia cercar imatges similars.
El 20 de juliol del 2019 Google va publicar una nova actualització de Google Images que tornava a amagar els detalls de la imatge fins que l'usuari no hi passava el ratolí per sobre.
El maig del 2011 Google va afegir la funcionalitat d'ordenar els resultats d'imatges per tema.
Un mes després, el juny del 2011, es va afegir una nova funcionalitat que permetia fer una cerca inversa d'imatges. D'aquesta manera, qualsevol usuari podia carregar una imatge al sistema per cercar-la a la web.